# La Paloma (Paraguay)
La Paloma è un centro abitato del Paraguay, nel dipartimento di Canindeyú. Forma uno degli 11 distretti in cui è diviso il dipartimento.

## Popolazione
Al censimento del 2002 la località contava una popolazione urbana di 3.929 abitanti (6.373 nell'intero distretto), secondo i dati della Dirección General de Estadística, Encuestas y Censos.